# Flamingo Televisión
Flamingo Televisión es un canal de televisión regional venezolano que puede ser visto en el canal 10 de la señal VHF de las ciudades y poblaciones de Boca de Aroa, Tucacas, Chichiriviche, San Juan de los Cayos, entre otras poblaciones en el estado venezolano de Falcón y sus alrededores. Entre los programas vistos en Flamingo Televisión figuran De Todo Un Poco, Noticiero, Controversia, Conexión Informativa, Intervideos, Buenos Días Flamingo y Navegando por Morrocoy, entre otros.